# المستوى 16
المستوى 16 هو فيلم إثارة صدر عام 2018 لصانعة الافلام دانيشكا إيسترازي. يتحدث الفيلم عن مجموعة من الفتيات اللواتي يعِشنَ في ما يدعى بـ«المدرسة»، والتي تُعلّمهنَّ كيف يصبحن نساءاً شابّاتٍ مثاليّاتٍ للعوائل التي قيلَ لهنَّ بأنهم سيقومون بتبنّيهنَّ في النهاية.

## التمثيل
- كاتي دوغلاس بدور فيفيان
- سيلينا مارتن بدور صوفيا
- سارة كانينج بدور الآنسة بريكسيل
- بيتر اوتربريدج بدور الدكتور ميرو

## الإنتاج
تم تصوير الفيلم في مركز شرطة معزول في تورنتو، والذي كان قد تمَّ بناؤه في ثلاثينات القرن المنصرم. حيث تمَّ منح إيسترازي الحريّة الكاملة لاستخدام وتعديل البناية بأيّ طريقةٍ تراها ملائمة، فاستخدمت المبنى لخلق تشكيلةٍ «واقعيّة وصارمة للغاية».

## روابط خارجية
- المستوى 16 على موقع IMDb (الإنجليزية)
- المستوى 16 على موقع ميتاكريتيك (الإنجليزية)
- المستوى 16 على موقع روتن توميتوز (الإنجليزية)
- المستوى 16 على موقع قاعدة بيانات الفيلم (الإنجليزية)
- المستوى 16 على موقع ليتربوكسد (الإنجليزية)
- المستوى 16 على موقع كينوبويسك (الروسية)

المستوى 16  في قاعدة بيانات الأفلام على الإنترنت (بالإنجليزية)